# Beinette
Beinette (piemontiul: Beinëtte) település Olaszországban, Piemont régióban, Cuneo megyében. Lakosainak száma 3483 fő (2023. január 1.). Beinette Chiusa di Pesio, Cuneo, Morozzo, Peveragno és Margarita községekkel határos.

## Népesség
A település népessége az elmúlt években az alábbi módon változott:
| Lakosok száma | 3432 | 3460 | 3483 |
|               | 2017 | 2018 | 2023 |